# Moura (Mali)
Pour les articles homonymes, voir Moura (homonymie).
Moura, aussi orthographié Mourrah, est un village malien du cercle de Djenné, dans la région de Mopti, chef-lieu de la commune de Togué Morari.

## Géographie
Moura est située dans le centre du Mali, dans la région de Mopti. Le village est difficile d'accès, puisque dans une zone boisée et inondée.

## Histoire
Quelques années après le début de la guerre du Mali, en 2012, le village est passé sous contrôle de la katiba Macina, une unité combattante islamiste dirigée par Amadou Koufa et affiliée au Groupe de soutien à l'islam et aux musulmans. L'armée malienne décide de lancer l'offensive sur Moura le 27 mars 2022 contre les insurgés, mais ceux-ci se cachent parmi la population. Les militaires tirent alors sur la population sans distinction des civils et des insurgés, causant entre 200 et 500 morts dans le village.
Les responsables du massacre sont l'armée malienne et des mercenaires russes de Wagner.

## Culture
Le village est réputé pour son marché aux bestiaux fréquenté par les locaux et les gens de la région pour y acheter des moutons.